# Ron Randell
Ron Randell (* 8. Oktober 1918 in Sydney; † 11. Juni 2005 in Mar Vista, Los Angeles, Kalifornien) war ein australischer Schauspieler.

## Leben
Randell wurde im australischen Sydney geboren. Im Alter von 17 Jahren begann er zunächst als Schauspieler für Radiosendungen, wodurch er schließlich zur Bühne gelangte. 1942 gab er mit 100000 Cobbers sein Filmdebüt und spielte danach kleine Rollen, u. a. 1944 neben Humphrey Bogart in Haben und Nichthaben. Die erste große Filmrolle folgte vier Jahre später: In der australischen Produktion Smithy verkörperte er 1946 den australischen Flugpionier Charles Kingsford Smith. Der Erfolg dieses Films ebnete ihm den Weg nach Hollywood, wo er zunächst in der Nachfolge von Ralph Richardson und Ray Milland als sechster Darsteller in die Rolle des reichen Privatdetektivs Bulldog Drummond schlüpfte, den er 1947 in den Filmen Bulldog Drummond at Bay und Bulldog Drummond strikes back verkörperte.
Danach folgten zahlreiche große und kleinere Rollen in B-Movies jeglicher Genres, u. a. in Western wie Desert Sands, in Abenteuerfilmen wie Jenseits Mombasa, in der Komödie It had to be you neben Ginger Rogers, in Science-Fiction-Filmen wie Captive Women  und in Horrorfilmen wie The She-Creature. Er trat aber auch in Großproduktionen auf, so in der Musicalverfilmung Kiss Me Kate! (1953) als Komponist Cole Porter und in dem Kriegsfilm Der längste Tag (1962). In den 1960er Jahren drehte Randell einige Filme in Europa, so den italienischen Historienfilm Das Gold der Cäsaren und die deutsche Komödie Toller Hecht auf krummer Tour mit Christine Kaufmann. 1971 spielte er die Rolle des Gutsbesitzer Benjamin Nicholson in Fassbinders Südstaatenmelodram Whity.
Daneben war er ein vielbeschäftigter Darsteller zahlreicher Gastrollen in Fernsehserien. Von 1954 bis 1955 präsentierte er zudem die Reihe The Vise, und 1957 spielte er die Hauptrolle in der kurzlebigen Fernsehserie O.S.S. Darüber hinaus verfasste er Theaterstücke wie Hypocrisis.
Randell war seit 1958 mit der deutschen Tänzerin und Schauspielerin Laya Raki verheiratet. Er starb am 11. Juni 2005 im Mar Vista Medical Center in Los Angeles an den Folgen eines Schlaganfalls. 

## Filmografie (Auswahl)
- 1942: 100000 Cobbers
- 1944: Haben und Nichthaben (To Have and Have Not)
- 1947: Bulldog Drummon at Bay
- 1947: Bulldog Drummond Strikes Back
- 1947: It Had to Be You
- 1948: Liebesnächte in Sevilla (The Loves of Carmen)
- 1948: Ein Mann für Millie (The Mating of Millie)
- 1951: Burg der Rache (Lorna Doone)
- 1952: Der Brigant (The Brigand)
- 1952: Captive Women
- 1953: Küß mich, Kätchen! (Kiss Me Kate)
- 1953: Die Welt gehört ihm (The Mississippi Gambler)
- 1954: The Vise
- 1955: I Am a Camera
- 1955: Abrechnung in Fort Valeau (Desert Sands)
- 1956: Jenseits Mombasa (Beyond Mombasa)
- 1956: Verraten und verkauft (Quincannon, Frontier Scout)
- 1956: Geschöpf des Schreckens (The She-Creature)
- 1956: Jenseits Mombasa (Beyond Mombasa)
- 1957: Das Mädchen mit den schwarzen Strümpfen (The Girl in Black Stockings)
- 1957: Esther Costello (The Story of Esther Costello)
- 1957–1958: O.S.S. (Fernsehserie, 26 Folgen)
- 1958: Rauchende Colts (Gunsmoke, Fernsehserie, Folge 4x06)
- 1961: König der Könige (King of Kings)
- 1961: Toller Hecht auf krummer Tour
- 1962: Der längste Tag (The Longest Day)
- 1963: Mein Schiff fährt zu dir (Follow the Boys)
- 1963: Das Gold der Cäsaren (Oro per i Cesari)
- 1964: Perry Mason (Fernsehserie, Folge 7x25)
- 1964: Heiß weht der Wind
- 1964: Das Haus auf dem Hügel
- 1965: Bonanza (Fernsehserie, Folge 6x33)
- 1965: Die Verfluchten der Pampas (Savage Pampas)
- 1965: Tausend Meilen Staub (Rawhide, Fernsehserie, Folge 8x08)
- 1965, 1968: Verliebt in eine Hexe (Bewitched, Fernsehserie, 2 Folgen)
- 1967: Der Mann mit dem Koffer (Man in a Suitcase, Fernsehserie, 2 Folgen)
- 1968: Kobra, übernehmen Sie (Mission: Impossible, Fernsehserie, 2 Folgen)
- 1969: Mannix (Fernsehserie, Folge 2x22)
- 1971: Whity
- 1971: The Seven Minutes
- 1972: Kein Pardon für Schutzengel (The Protectors, Fernsehserie, Folge 1x06)
- 1977–1978: Lovers and Friends (Fernsehserie, 3 Folgen)
- 1983: Gefährliches Dreieck (Exposed)